# حقل أحنيت للغاز الطبيعي
حقل أحنيت هو حقل غاز يقع في جنوب غرب الجزائر.

## تطوير الحقل
في 17 يناير 2010، وقعت شركة سوناطراك الحكومية الجزائرية وتحالفا تقوده شركة توتال الفرنسية عقد لمجموعة استثمارات تصل قيمتها إلى ملياري دولار لتطوير واستغلال حقل أحنيت للغاز.
وقال جيلالي تخريست المسؤول بوزارة الطاقة الجزائرية بعيد حفل توقيع العقود مع توتال وشركات أخرى تتصدرها ريپسول الإسبانية وسينوك الصينية إن عقد تطوير واستغلال حقل أحنيت -الذي تفوق مساحته 17 ألف كيلومتر مربع- سيستمر إلى 2014. 
وقدرت قيمة الاستثمار الذي ستتولاه توتال وشريكاتها في الجزء الخاص بها من حقل أحنيت بما بين 1.5 مليار دولار وملياري دولار.
ويعد عقد أحنيت، الذي فاز به التحالف الذي تقوده توتال، الأهم الذي أفضت إليه جولة عطاءات طرحت نهاية عام 2009.
وقال الرئيس التنفيذي لتوتال كريستوف دو مارجري في حفل التوقيع إن شركته تأمل في تحويل الترخيص إلى قصة نجاح، وأشار إلى وجود احتياطيات كبيرة من الغاز في أحنيت.
وتقول وزارة الطاقة الجزائرية إن أعمال التنقيب في المنطقة تنبئ باحتياطيات كبيرة من الغاز الجاف. والتزمت سوناطراك، التي ستحوز حصة أغلبية في المشروع، ببناء خط أنابيب من أحنيت إلى مركز الطاقة الرئيس في البلاد في حاسي مسعود مع بدء إنتاج الغاز المتوقع أن يبدأ في 2014.